# Équipe du Qatar de rugby à XV
L'équipe du Qatar de rugby à XV rassemble les meilleurs joueurs de rugby à XV du Qatar et représente le pays lors de tous les matchs internationaux masculins.
Le premier match officiel de la sélection a eu lieu en 2011 contre la Jordanie. L'équipe joue dans la Division 3 Ouest du Championnat d'Asie. La fédération qatarienne de rugby à XV est membre de Asia Rugby et membre associé de World Rugby.
L'équipe de rugby à XV du qatar était 94ème au classement mondial le 4 octobre 2023.

## Histoire

### Développement du rugby au Qatar
Le premier club de rugby à XV est créé par les expatriés britanniques à Doha, en 1974 : le Qatar Rugby Union Football Club. Celui-ci devient en 1977 le membre formateur de la fédération du golfe Persique de rugby à XV, dont le nom officiel en anglais est Arabian Gulf Rugby Football Union. La fédération rejoint l'IRB la même année et le club est renommé Doha Rugby Football Club.
Le rugby se développe, un premier terrain de rugby est construit en 1998, et la fédération du golfe Persique est dissoute en 2010,.
Une entité nationale qatarienne est néanmoins rapidement actée, permettant à l'équipe nationale masculine de disputer des test matchs officiels dès 2011.

### Premiers matchs d'une équipe nationale
La première équipe nationale de rugby du Qatar est créée en mars 2006 pour participer au tournoi de rugby à sept du G.C.C. Trai-nations à Dubaï. Le Qatar a envoyé deux équipes pour sa première tournée de représentation.
Le premier match officiel de rugby à XV joué par l'équipe nationale a lieu en quatrième division du Tournoi asiatique des Cinq Nations de rugby à XV 2011. Dès sa première participation, l'équipe du Qatar, composée de joueurs internationaux vétérans qualifiés selon les règles de résidence de l'IRB et de jeunes joueurs locaux, remporte ses deux matchs contre la Jordanie (26-8) puis contre un autre novice, le Liban (29-14). Le Qatar remporte ainsi la compétition.

### Participation au championnat d'Asie
L'année suivante, le Qatar remporte à nouveau la compétition contre le Liban (50-0) et est promue en troisième division. En 2013, le Qatar vainc la Chine et gagne en finale contre Guam, ce qui lui permet de monter en deuxième division. En 2014, le Qatar échoue en finale face à la Malaisie (31-22).
Le Qatar ne participe pas au Championnat d'Asie 2015 et réintègre la compétition l'année suivante dans la poule Ouest-Central de la troisième division, où elle remporte ses deux matchs. Le Qatar ne participe pas à l'édition suivante puis finit troisième en 2018. En 2019, le Qatar remporte les deux matchs de sa poule.
Le Qatar ne joue aucun match jusqu'en février 2023 à cause de la pandémie de Covid-19 et ne joue qu'un match contre l'Iran pour finir première de sa poule de l'Ouest de la troisième division.

## Palmarès
- Tournoi asiatique des Cinq Nations puis Championnat d'Asie
  - Quatrième division 2011 : champion
  - Quatrième division 2012 : champion
  - Troisième division 2013 : champion
  - Deuxième division 2014 : champion
  - Troisième division 2016 : première de sa poule
  - Troisième division 2018 : troisième
  - Troisième division 2019 : première de sa poule
  - Troisième division 2022 : première de sa poule